# Руселаре
Руселаре (на нидерландски: Roeselare) е град в Северозападна Белгия, окръг Руселаре на провинция Западна Фландрия. Населението му е около 55 800 души (2006).